# Franz Politzer
Franz Politzer (* 2. Mai 1950 in Wien) ist ein österreichischer Maler.

## Ausbildung
Franz Politzer studierte nach der Matura zwei Jahre lang Geologie, ehe er sich dem Studium der Malerei an der Akademie der bildenden Künste in Wien widmete, welches er 1975 erfolgreich abschloss. Nebenbei spielte er Basketball. Auch heute ist er als Schiedsrichter noch aktiv.

## Beruflicher Werdegang
Seit seinem Studienabschluss arbeitet er als freischaffender Künstler. Er hatte Ausstellungen in Wien, Linz, Frankfurt am Main, Köln, Maastricht, London, und beteiligte sich an Kunstmessen in Wien, Basel und Washington, D.C. Lebensstationen in den 1980er Jahren waren Langenscheid, Diez und Limburg an der Lahn, wo er sein Atelier noch bis 1993 behielt. Seit 1991 lebt und arbeitet Politzer in Millstatt, Kärnten. 1998 entwarf er illusionistische Inszenierungen für das niederösterreichische Donaufestival an dessen Spielorten Krems und St. Pölten. Im Jahr 2000 begründete er die Sammlung Politzer durch die Schenkung zweier Radierungen. 2003 errichtete Politzer im Verlagsgebäude des Main-Echos in Aschaffenburg den Medientrichter.

## Preise und Auszeichnungen
- 1974 Preis der Bundeshauptstadt Wien beim Österreichischen Grafikwettbewerb in Innsbruck
- 1992 Rheinische Kunstpreis in Anerkennung seines Gesamtschaffens und seiner Persönlichkeit.